# یوسوکه اگوچی
یوسوکه اگوچی (انگلیسی: Yōsuke Eguchi؛ زادهٔ ۳۱ دسامبر ۱۹۶۷) بازیگر و خواننده اهل ژاپن است.